# 蔡庆华 (1942年)
蔡庆华（1942年1月—），男，河南永城人，中华人民共和国政治人物，曾任北京铁路局党委书记，中华人民共和国铁道部副部长，中国土木工程学会副理事长，第十届全国政协委员。